# Bethelkerk (Sint-Annaland)
De Bethelkerk is een kerkgebouw in de tot de Zeeuwse gemeente Tholen behorende plaats Sint-Annaland, gelegen aan de F.M. Boogaardweg 17a.
Het kerkgebouw wordt gebruikt door de Hersteld Hervormde gemeente. Deze werd in 2004 gevormd door leden van de Hervormde gemeente die het met de fusie tot PKN oneens waren.
Van 2004-2007 kerkten zij in de kerk van de Gereformeerde Gemeenten, waarna ze in 2007 een eigen kerkgebouw betrokken.
Het betreft een gebouw, ontworpen door W.M. van Beijnum, dat 385 zitplaatsen biedt en uitgevoerd is in rode baksteen met ingebouwde toren. De kerk heeft een hoog zadeldak en de toren bestaat uit twee parallelle bakstenen muren.
De kerk heeft een elektronisch Johannus-orgel van het type Monarke.